# سانت بورين (كورنوال)

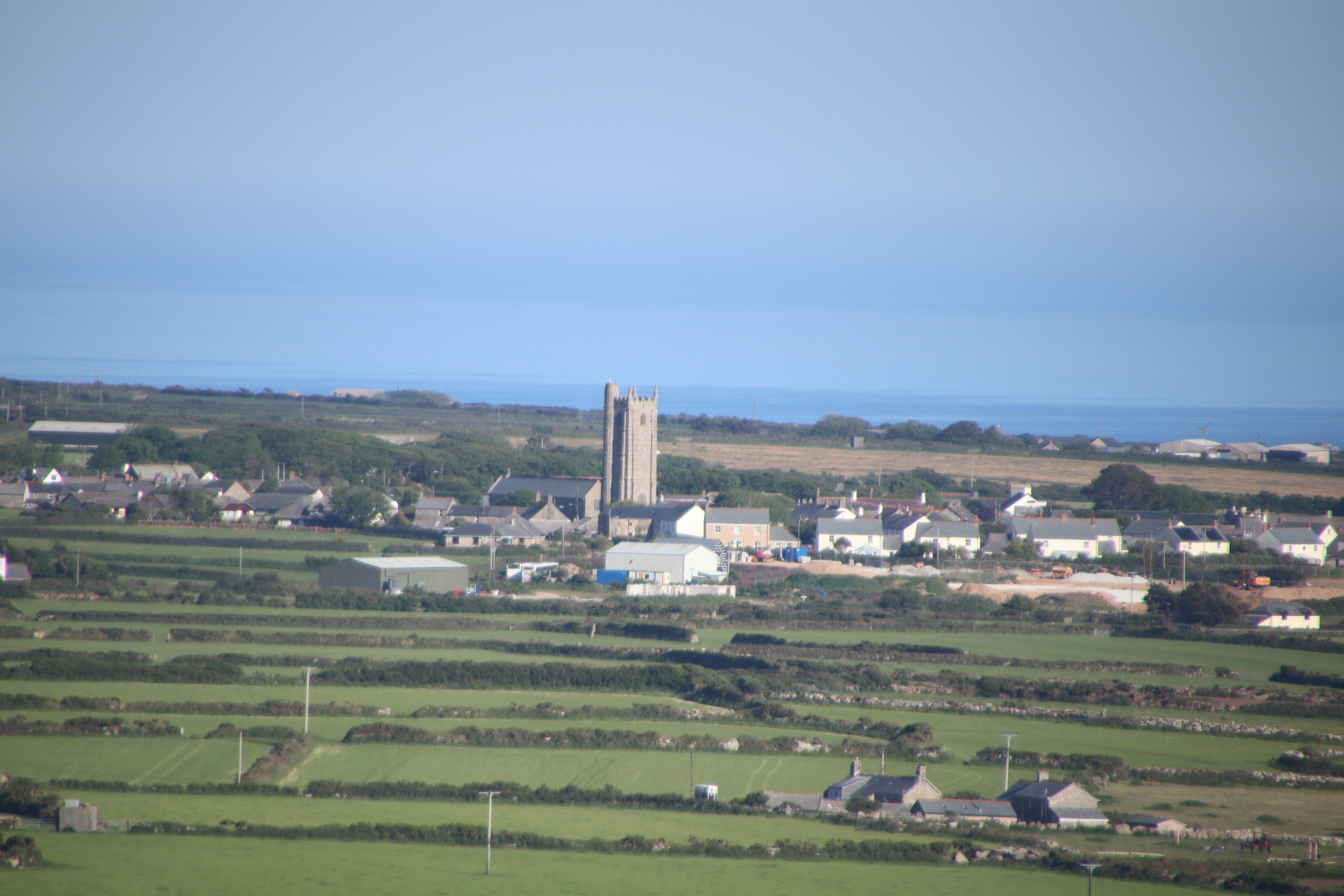
سانت بيريان كورنوال

سانت بورين (بالإنجليزية: St Buryan)‏ هي قرية و أبرشية مدنية تقع في المملكة المتحدة في إنجلترا.  يقدر عدد سكان هذه القرية بـ 1,377 نسمة .